# Abraxas leucosticta
Abraxas leucosticta là một loài bướm đêm trong họ Geometridae.